# Craft Spells
Craft Spells es una banda estadounidense de indie rock/dream pop originaria de Stockton, California, formada a finales de 2009. únicamente por el miembro Justin Vallesteros. Hasta la fecha, Craft Spells ha lanzado dos álbumes de estudio, Idle Labor (2011) y Nausea (2014).

## Historia
A finales de 2009, Justin Vallesteros comenzó a experimentar con acordes simples de sintetizador y guitarra, superponiendolas gradualmente para crear el sonido que se convertiría en Craft Spells. Después de firmar con Captured Tracks, la banda lanzó su debut de larga duración, "Idle Labor" , a principios de 2011 y se fue de gira con Beach Fossils. El álbum fue descrito como un compendio suave, sintético y soñador de new wave y pop de los 80 similar a New Order con el estilo de voz de Vallesteros sonando similar a Ian Curtis.
El siguiente EP de la banda, Gallery, se lanzó en 2012. Posteriormente su segundo LP, Nausea en 2014.

## Discografía
Álbumes de estudio
- Idle Labor (2011)
- Nausea (2014)

EPs
- Gallery (2012)
- Midnight Render (Nausea Rebuild) (2016)